# Горбаль, Мустафа
Мустафа Горбаль (араб. مصطفى غربال‎; род. 19 августа 1985, Оран) — Алжирский футбольный судья. Судья ФИФА с 2014 года.

## Карьера
Горбаль дебютировал в качестве арбитра на матчах высшего дивизионе Алжира в сентябре 2012 года в матче между Эль-Эульма и УСМ Алжир. В 2017 году судил финал Кубка Алжира по футболу, в котором Белуиздад выиграл 1-0 у ЕС Сетифа. Также судил финал Кубка алжирской лиги в августе 2021 года, в котором Кабилия обыграла НС Магру со счетом 6:3 в серии пенальти.
С 2014 года Горбаль является рефери ФИФА. Его первый международный матч состоялся в сентябре 2015 года в отборочном матче Кубка африканских наций между Ливией и Кабо-Верде. На Кубке африканских наций 2019 года Горбаль впервые судил в финальной части турнира, обслужив в общей сложности четыре матча, в том числе два в решающей стадии плей-офф. На Кубке Африки 2022 года он отработал на двух матчах, в том числе в игре открытия между хозяевами Камеруном и Буркина-Фасо.
Регулярно обслуживает матчи в международных клубных соревнованиях Африки — Лиге чемпионов КАФ и Кубке Конфедерации КАФ. В сезоне 2019/20 ему доверили права судить финал Лиги чемпионов между египетскими клубами Замалек и Аль-Ахли. В мае 2021 года Горбаль снова судил финал, который выиграл Аль-Ахли, но на этот раз в Суперкубке CAF против Ренессанс Беркан из Марокко.
На чемпионате мира U-20 в 2019 году в Польше Горбаль отработал первые матчи на межконтинентальном уровне. Он также представлял Африканскую конфедерацию футбола в качестве судьи на клубных чемпионатах мира по футболу 2019 и 2021 годов. В мае 2022 года ФИФА назначила его одним из 36 главных судей чемпионата мира по футболу 2022 года в Катаре.

### Чемпионат мира 2022
| Стадия         | Дата           | Место                   | Команда 1  | Команда 2 | Результат | Предупреждён | Red card | Пенальти |
| -------------- | -------------- | ----------------------- | ---------- | --------- | --------- | ------------ | -------- | -------- |
| Групповой этап | 25 ноября 2022 | Халифа, г.Доха          | Нидерланды | Эквадор   | 1:1 (1:0) | 0 - 1        | 0 - 0    | 0 - 0    |
| Групповой этап | 30 ноября 2022 | Эль-Джануб, г.Эль-Вакра | Австралия  | Дания     | 1:0 (0:0) | 2 - 1        | 0 - 0    | 0 - 0    |

## Личная жизнь
Мустафа Горбаль профессионально работает зубным техником.